# Арсович, Андреа
Андреа Арсович (серб. Андреа Арсовић, род. 5 февраля 1987) — сербская спортсменка-стрелок, чемпион Европы и Европейских игр.

## Биография
Родилась в 1987 году в Дрваре (Босния и Герцеговина, Югославия). В 2009 году стала чемпионкой Средиземноморских игр. В 2010 году выиграла чемпионат Европы. В 2012 году стала бронзовой призёркой чемпионата Европы, а на Олимпийских играх в Лондоне заняла 15-е место в стрельбе из пневматической винтовки с 10 м, и 27-е — в стрельбе из мелкокалиберной винтовки из 3 положений с 27 м. В 2013 году завоевала бронзовую медаль Средиземноморских игр. В 2014 году стала серебряной призёркой чемпионата Европы. В 2015 году завоевала золотую медаль Европейских игр.